# 六会日大前駅

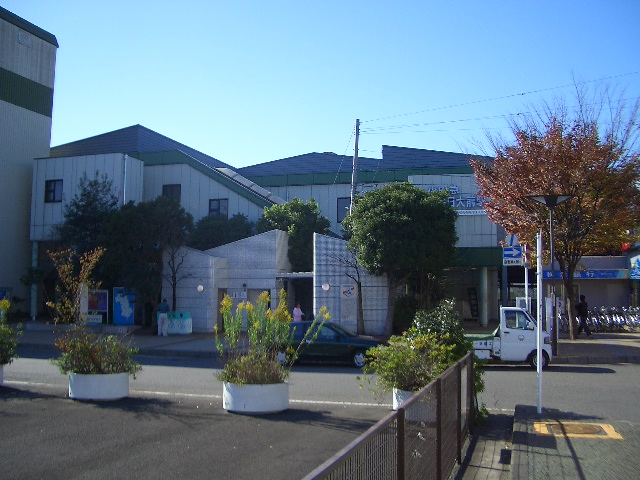
東口（2004年11月27日）

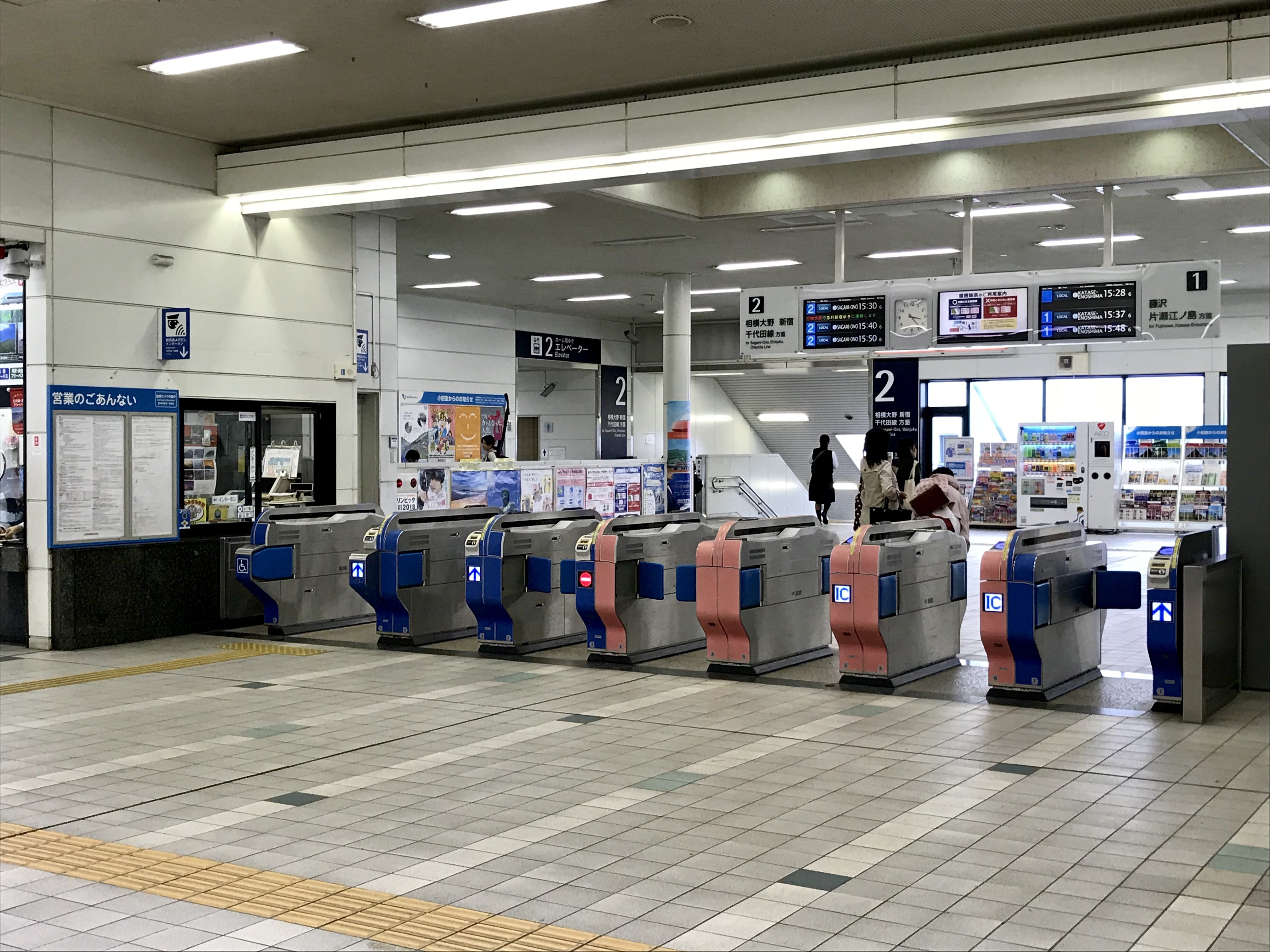
改札口（2018年10月13日）

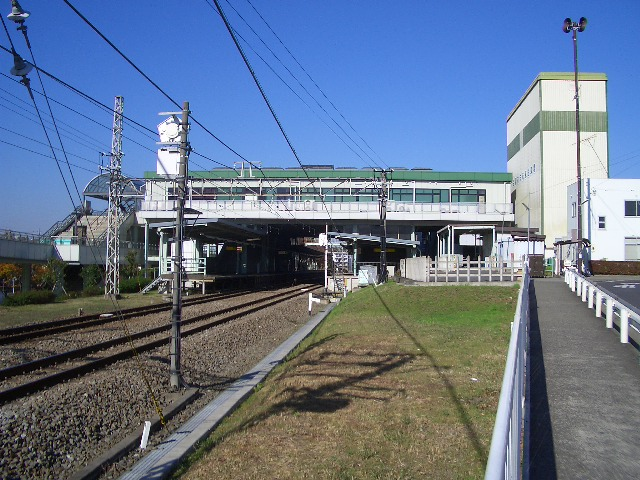
藤沢方からホーム・駅舎を望む（2004年11月27日）

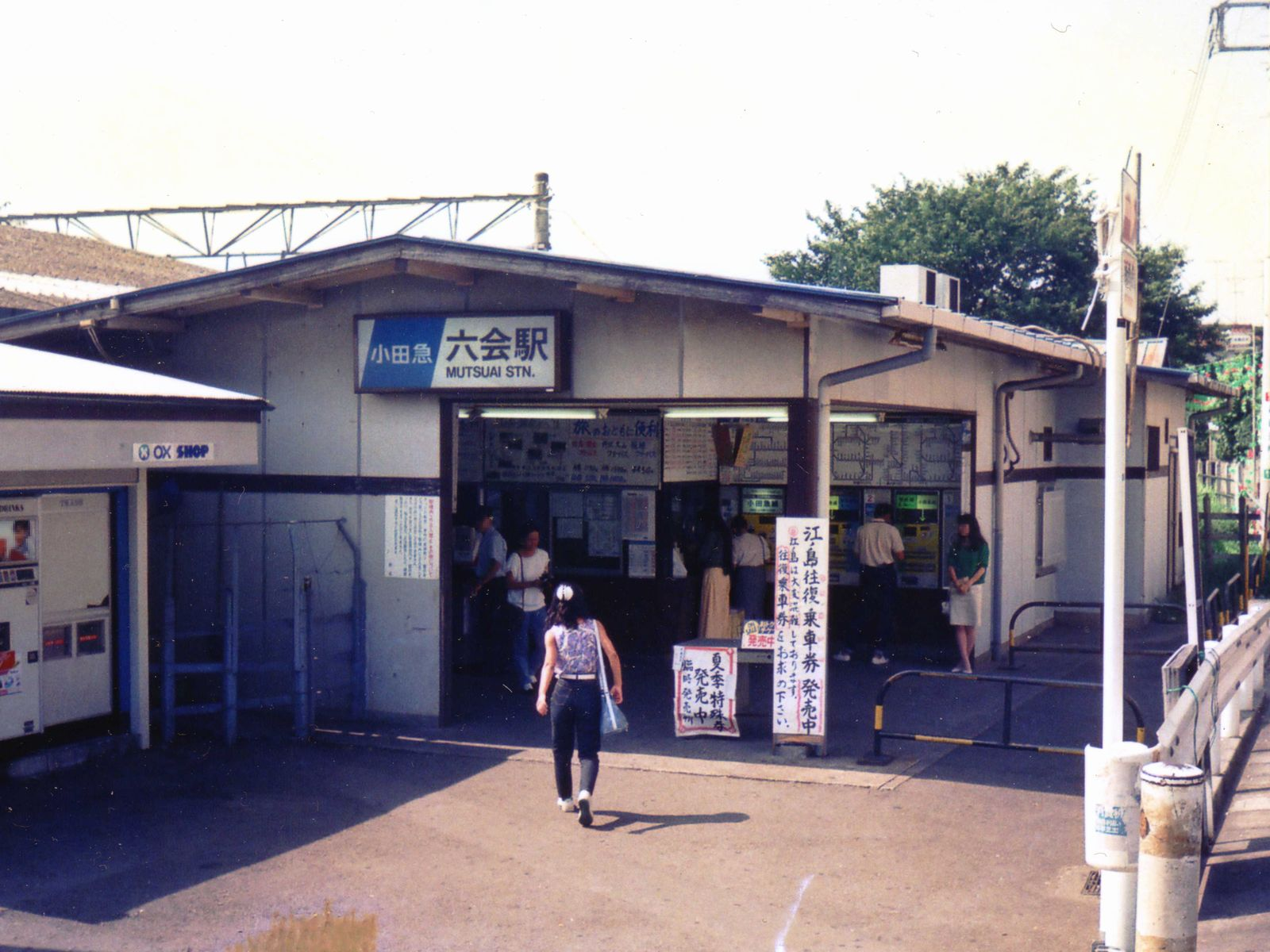
橋上駅舎になる前の六会駅駅舎（1988年頃）

六会日大前駅（むつあいにちだいまええき）は、神奈川県藤沢市亀井野一丁目にある、小田急電鉄江ノ島線の駅である。駅番号はOE 10。

## 歴史

### 年表
- 1929年（昭和4年）4月1日：六会駅（むつあいえき）として開設。「直通」の停車駅となる。なお、各停は新宿駅 - 稲田登戸駅（現・向ヶ丘遊園駅）間のみで運行されていた。
- 1945年（昭和20年）6月：「直通」廃止。各停が全線運行されることとなり、停車駅となる。
- 1946年（昭和21年）10月1日：準急新設、停車駅となる。
- 1962年（昭和37年）より数年：朝ラッシュ時上り通勤急行のうち、1本が停車開始。
- 1995年（平成7年）4月15日：橋上駅舎と東西を連絡する自由通路完成、使用開始。
- 1998年（平成10年）8月22日：六会日大前駅（むつあいにちだいまええき）へ改称[1][2]。
- 2012年（平成24年）6月：行先案内表示器新設、使用開始。

### 駅名の由来
開設当時の「六会」は、1889年（明治22年）の町村制施行の際に六つの村（高座郡円行村、亀井野村、下土棚村、西俣野村、今田村および石川村）が合併した（結び合〔会〕った）ことに由来する六会村から。
現駅名は日本大学の請願により「湘南日大前」という駅名が提案されたことに始まる。「六会」の地名は駅名にしか残っておらず（付近の住所表記は「亀井野」）、歴史的に意味のある地名を残して欲しいという要望が高かったことから、近隣住民と協議の末、「六会日大前」に改称された。なお、駅名改称に関する費用は日本大学が負担したとされている。

## 駅構造
相対式ホーム2面2線を有する地上駅。橋上駅舎を備える。
2012年（平成24年）6月に、行先案内表示器が新設された。

### のりば
| ホーム | 路線     | 方向 | 行先                          |
| ------ | -------- | ---- | ----------------------------- |
| 1      | 江ノ島線 | 下り | 藤沢・片瀬江ノ島方面          |
| 2      | 江ノ島線 | 上り | 相模大野・新宿・ 千代田線方面 |

## 利用状況
2024年度（令和6年度）の1日平均乗降人員は27,821人である。小田急線内70駅中38位。
近年の1日平均乗降・乗車人員の推移は以下の通り。
| 年度               | 1日平均 乗降人員 | 1日平均 乗車人員 | 出典                |
| ------------------ | ---------------- | ---------------- | ------------------- |
| 1995年（平成07年） |                  | 14,747           | [ 神奈川県統計 1 ]  |
| 1998年（平成10年） |                  | 14,484           | [ 神奈川県統計 2 ]  |
| 1999年（平成11年） |                  | 13,928           | [ 神奈川県統計 3 ]  |
| 2000年（平成12年） |                  | 14,349           | [ 神奈川県統計 3 ]  |
| 2001年（平成13年） |                  | 14,103           | [ 神奈川県統計 4 ]  |
| 2002年（平成14年） | 28,454           | 14,239           | [ 神奈川県統計 5 ]  |
| 2003年（平成15年） | 28,633           | 14,299           | [ 神奈川県統計 6 ]  |
| 2004年（平成16年） | 28,477           | 14,115           | [ 神奈川県統計 7 ]  |
| 2005年（平成17年） | 27,942           | 13,866           | [ 神奈川県統計 8 ]  |
| 2006年（平成18年） | 28,151           | 13,974           | [ 神奈川県統計 9 ]  |
| 2007年（平成19年） | 28,096           | 13,983           | [ 神奈川県統計 10 ] |
| 2008年（平成20年） | 28,307           | 14,116           | [ 神奈川県統計 11 ] |
| 2009年（平成21年） | 28,194           | 14,055           | [ 神奈川県統計 12 ] |
| 2010年（平成22年） | 28,083           | 14,007           | [ 神奈川県統計 13 ] |
| 2011年（平成23年） | 27,991           | 13,959           | [ 神奈川県統計 14 ] |
| 2012年（平成24年） | 28,987           | 14,464           | [ 神奈川県統計 15 ] |
| 2013年（平成25年） | 30,150           | 15,057           | [ 神奈川県統計 16 ] |
| 2014年（平成26年） | 29,703           | 14,842           | [ 神奈川県統計 17 ] |
| 2015年（平成27年） | 30,555           | 15,266           | [ 神奈川県統計 18 ] |
| 2016年（平成28年） | 30,477           | 15,237           | [ 神奈川県統計 19 ] |
| 2017年（平成29年） | 30,453           | 15,229           | [ 神奈川県統計 20 ] |
| 2018年（平成30年） | 30,392           | 15,199           | [ 神奈川県統計 21 ] |
| 2019年（令和元年） | 29,802           | 14,900           | [ 神奈川県統計 22 ] |
| 2020年（令和02年） | 18,602           | 9,292            | [ 神奈川県統計 23 ] |
| 2021年（令和03年） | 24,461           | 12,231           | [ 神奈川県統計 24 ] |
| 2022年（令和04年） | 26,972           |                  |                     |
| 2023年（令和05年） | 27,612           |                  |                     |
| 2024年（令和06年） | 27,821           |                  |                     |

## 駅周辺
- 藤沢市立六会中学校
- 藤沢市立六会小学校
- 日本大学 湘南校舎（生物資源科学部）
- 日本大学藤沢高等学校・中学校
- 多摩大学 湘南キャンパス
- 神奈川県立藤沢工科高等学校
- 神奈川県立藤沢支援学校
- 神奈川県立総合教育センター 亀井野庁舎
- 藤沢北警察署 六会日大駅前交番
- 藤沢市役所六会市民センター
- 六会郵便局
- マックスバリュ エクスプレス藤沢六会店
- かながわ信用金庫
- ツルハドラッグ 六会駅前店

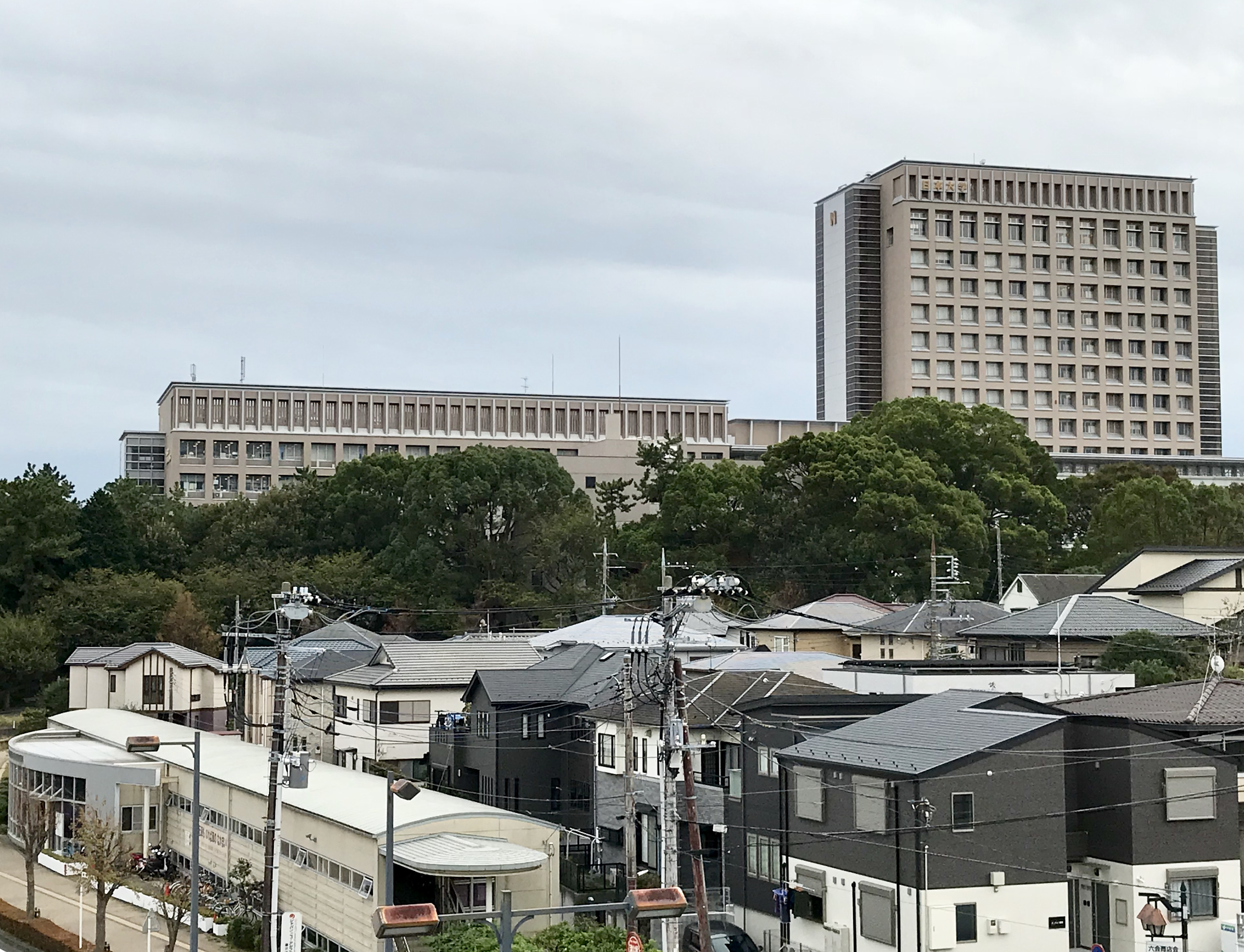
六会日大前駅から見た日本大学湘南校舎（2018年10月13日撮影）

- ヨークフーズ 藤沢六会店（2020年7月29日オープン）
- 国道467号
- 神奈川県道403号菖蒲沢戸塚線

## バス路線
2003年（平成15年）10月、住民の要請を受けて藤沢市が推進する地域提案型バスとして「てんじんミニバス」天神町循環系統が新設された。
- 六会日大前駅（東口）
  - 神奈川中央交通
    - 藤58系統：藤沢駅北口行
- 六会日大前駅西口
  - 神奈川中央交通
    - 六07系統：天神町循環
    - 六05系統：天神町9号行

## かつての計画
かつて当駅は、小田急江ノ島線の中でも比較的乗降者数が隣接駅よりも多く優等列車が停車する駅であった。このため以下の計画があったが、いずれも地元住民の反対と路線廃止の影響により断念され、地域の主役の座を湘南台駅に譲ることとなった。
横浜市営地下鉄1号線（現・ブルーライン）は、計画当初、立場駅から長後街道沿いに、六会駅まで延伸する計画であった。
また、かつて横浜ドリームランドと大船駅を結んでいたモノレール、ドリーム開発ドリームランド線はドリームランドから六会駅までの路線を建設する計画があった。路線免許申請はなかったものの、ドリーム交通の公式文書などに明記されている。

## 隣の駅
小田急電鉄
 江ノ島線

■快速急行・■急行
通過
■各駅停車
湘南台駅 (OE 09) - 六会日大前駅 (OE 10) - 善行駅 (OE 11)